# کی‌بوم‌جو
کی‌بِومجو یا کی‌بِوم‌تسو(کره‌ای: 기쁨조 یا کره‌ای: 기쁨組) به معنی گروه لذت؛ گروهی در حدود ۲٬۰۰۰ نفر از زنان و دختران است که توسط رهبر دولت کره شمالی به منظور فراهم آوردن روابط جنسی برای مقامات عالی‌رتبه، حزب کارگران کره (اختصاری WPK)، دیگر مسئولان، بستگان آنها و همچنین گاهی اوقات مهمان‌ های آنان تشکیل شده‌ است.
به نوشته روزنامه دیلی میل، کیم جونگ اون، رهبری کره شمالی، در پی مرگ پدرش کیم جونگ ایل، استفاده از چنین گروه هایی را متوقف کرده بود، اما حالا تصمیم گرفته تا بار دیگر چنین گروهی را برای خودش دست و پا کند.
تمامی این دختران که باید قد بلند و زیبا باشند، توسط مقام‌ های عالی‌ رتبه کره شمالی انتخاب می‌شوند و باید مورد پسند این مقامات باشند.